# 薩克森的恩斯特
薩克森的恩斯特（德語：Ernst von Sachsen，1831年4月5日—1847年5月12日），薩克森國王薩克森國王約翰的次子。
恩斯特王子患有紫癜，1831年去世，年僅16歲。死後葬在宮廷主教座堂。